# Elmo világa
Az Elmo világa (Elmo's World) amerikai bábsorozat, a népszerű és híres Szezám utca (Sesame Street) spin-off sorozata. A főszereplő az alapsorozatból jól ismert Muppet Elmo, aki aranyhalával, Dorothyval él házában. Mindig más témája van a bábunak, amelyekhez természetesen segítségül hívja a gyerekeket is. Mikor Elmo elindít egy témát, megkérdez egy különleges urat, Mr. Noodle-t, mi a véleménye az adott témáról, Noodle általában nem érti, miről beszél a bábu, és mindig mást csinál, ami humorforrásnak számít a sorozatban. A műsor magyar bemutatója 2005 körül volt, Amerikában 1998-ban mutatták be. 10 évadot élt meg 67 epizóddal. 18 perces egy epizód. Magyarországon a Minimax adta le a műsort, az USA-ban az eredeti sorozat csatornája, a PBS vetítette. Amerikában az eredeti Szezám utca részeként ment a produkció, míg egyes országokban (például Magyarországon is) külön sorozatként kezelték. Elmo magyar hangját Magyar Bálint adta.